# Kalinovača
Kalinovača is een plaats in de gemeente Gospić in de Kroatische provincie Lika-Senj. De plaats telt 164 inwoners (2001).